# 류스잉 (육상 선수)
류스잉(중국어 간체자: 刘诗颖, 정체자: 劉詩穎, 병음: Liú Shīyǐng, 한자음: 유시영, 1993년 9월 24일~)은 중화인민공화국의 육상 선수로 주 종목은 창던지기이다. 2020년 하계 올림픽 여자 창던지기에서 금메달을 획득하면서 아시아 여자 창던지기 선수로는 최초로 올림픽 금메달을 획득했다.